# Jasminum azoricum
Jasminum azoricum é uma espécie de plantas com flor da família Oleaceae, endémica da ilha da Madeira, conhecida pelo nome comum de jasmineiro-branco. Considerada como espécie em perigo crítico no estado selvagem, é no entanto cultivada para fins ornamentais, sendo muito apreciada pela sua folhagem e pelas suas flores odoríferas em forma de estrela.

## Descrição
A espécie Jasminum azoricum, geralmente conhecida pelo nome comum de jasmim-branco, é uma liana perene nativa da ilha da Madeira, onde constitui um raro endemismo. O epíteto específico azoricum (latim para "dos Açores") resultou de um erro na descrição da proveniência geográfica dos espécimes utilizados por Lineu para descrever a espécie.
Apresenta-se como um arbusto perene, erecto ou trepador, glabro, com caules longos e flexíveis. As folhas compostas são de inserção oposta, subcoriáceas, trifoliadas, com os três folíolos ovados a ovado-lanceolados e de coloração verde brilhante.
As flores são brancas, aromáticas, em forma de estrela, com cerca de 2 centímetros de diâmetro, agrupando-se em inflorescências terminais do tipo panícula com 3 a 20 centímetros de comprimento. As inflorescências inserem-se
nas axilas foliares, aparecendo no verão, evoluindo a partir de botões de coloração rosada intensa. Esta planta apresenta a sua máxima floração de maio a outubro.
Esta espécie endémica da ilha da Madeira é no presente extremamente rara no seu habitat natural, estando as suas populações selvagens reduzidas a apenas duas escarpas rochosas da costa Sul da ilha. Os registos das populações selvagens variam entre 6 e 50 espécimes em duas áreas separadas, Funchal e Ribeira Brava. A IUCN classifica o estado de conservação da espécie como de perigo crítico.
Devido ao seu elevado valor ornamental, Jasminum azoricum foi ao longo dos tempos cultivada como planta ornamental em jardins e estufas. A espécie não tolera temperaturas abaixo do ponto de congelação da água, sendo muito sensível a geadas. A espécie desde há muito tempo que está em cultura na Europa como planta de estufa, existindo registos da sua cultura nos Países Baixos desde 1693 e na Inglaterra desde c. 1724. É muito apreciada pelas sua folhagem perene de coloração verde-brilhante, longo período de floração e botões aromáticos. Estas plantas são facilmente propagadas a partir de estacas e por mergulhia. A espécie prefere posições soalheiras, livres de geadas e suportadas por estruturas como postes e gradeamentos.
No Reino Unido esta espécie ganhou o prémio da Royal Horticultural Society designado por Award of Garden Merit.